# Mihály Mayer
Mihály Mayer (Újpest, 27 december 1933 – Boedapest, 4 september 2000) was een Hongaars waterpolospeler.
Mihály Mayer nam als waterpoloër viermaal deel aan de Olympische Spelen in 1956, 1960, 1964 en 1968. Tijdens de finale ronde van het toernooi van 1956 nam hij deel aan de bloed-in-het-waterwedstrijd. Hij veroverde tweemaal een gouden en tweemaal een bronzen medaille.
In de competitie kwam Mayer uit voor Budapesti Dózsa en Újpesti Dózsa Sportegyesület.
Antal Bolvári · 
Ottó Boros · 
Dezső Gyarmati · 
István Hevesi · 
László Jeney · 
Tivadar Kanizsa · 
György Kárpáti · 
Kálmán Markovits · 
Mihály Mayer · 
István Szívós sr. · 
Ervin Zádor
András Bodnár · 
Ottó Boros · 
Zoltán Dömötör · 
László Felkai · 
Dezső Gyarmati · 
István Hevesi · 
László Jeney · 
Tivadar Kanizsa · 
György Kárpáti · 
András Katona · 
János Konrád · 
Kálmán Markovits · 
Mihály Mayer · 
Péter Rusorán
Miklós Ambrus · 
András Bodnár · 
Ottó Boros · 
Zoltán Dömötör · 
László Felkai · 
Dezső Gyarmati · 
Tivadar Kanizsa · 
György Kárpáti · 
János Konrád · 
Mihály Mayer · 
Dénes Pócsik · 
Péter Rusorán
András Bodnár · 
Zoltán Dömötör · 
László Felkai · 
János Konrád · 
Ferenc Konrád · 
Mihály Mayer · 
Endre Molnár · 
Dénes Pócsik · 
László Sárosi · 
János Steinmetz · 
István Szívós jr.
- Gemeinsame Normdatei: 1043913742
- Système universitaire de documentation: 057028869
- Virtual International Authority File: 305407409
- WorldCat: E39PBJmP3Q8cmRdHvkXJxJK8G3